# Clingen
Clingen är en stad i Kyffhäuserkreis i förbundslandet Thüringen i Tyskland.
Kommunen ingår i förvaltningsgemenskapen Greußen tillsammans med kommunerna Niederbösa, Oberbösa, Topfstedt, Trebra, Wasserthaleben och Westgreußen.